# Craterul Crawford
Crawford este un crater de impact meteoritic, lângă Adelaide în Australia de Sud, Australia.

## Date generale
Acesta are un diametru de 8,5 km și are vârsta estimată la 35 milioane ani (probabil Eocen). Craterul este expus la suprafață.